# Saldo kompensacyjne
Saldo kompensacyjne – określona wysokość kredytu komercyjnego wyrażona jako określony procent udzielonej pożyczki, jaką dany pożyczkobiorca jest zobowiązany utrzymać w postaci depozytu w określonym banku bądź u pożyczkodawcy.